# Matfej (Kopylov)
Matfej (světským jménem: Konstantin Ivanovič Kopylov; * 5. července 1979 Perm) je ruský pravoslavný duchovní a metropolita pskovský a porchovský

## Život
Narodil se 5. července 1979 v Permu.
Dokončil střední školu № 8 v Permu a v letech 1994-1997 studoval na odborné škole № 19.
Roku 1997 nastoupil na chemicko-technologickou fakultu Permské státní technické univerzity. Na konci 3. semestru přešel na dálkovou formu studia. V lednu 2002 získal po obhajobě práce „Technologické stroje a zařízení“. bakalářský titul.
Od dubna 2002 pobýval v monastýru archanděla Michaela v Koziše. Sloužil zde v různých funkcích např. při pomoci na výstavě Trojicko-Vladimirského soboru na podvorje v Novosibirsku. V červnu 2003 se stal regentem sboru monastýru.
Dne 31. března 2006 byl představeným monastýru Artemijem (Snigurem) postřižen na monacha se jménem Matfej na počest svatého apoštola Matouše.
V letech 2002-2007 studoval na Tomském duchovním semináři.
Dne 17. června 2007 byl arcibiskupem novosibirským a běrdským Tichonem (Jemeljanovem) rukopoložen na hierodiakona.
Od dubna 2008 do dubna 2011 byl blagočinným podvorje v Novosibirsku.
Dne 5. dubna 2009 byl arcibiskupem Tichonem rukopoložen na jeromonacha.
V červnu 2010 byl ustanoven přednášejícím církevního zpěvu v Novosibirském duchovním semináři.
V dubnu 2011 byl převeden do kléru petropavlovské a kamčatské eparchie. Dne 11. června 2011 se stal sekretářem eparchiální správy. Od ledna 2012 byl předsedou eparchiálního oddělení architektury a stavitelství. V březnu 2013 se stal předsedou rady Nadace metropolity Nestora (Anisimova) pro stavbu chrámu v Kamčatském kraji.
V letech 2009-2015 studoval na Moskevské duchovní akademii. Obhájil diplomovou práci na téma „Pronásledování církve ve městě Kungur a Kungurském blahočiní permské eparchie v letech 1917-1941“.
Dne 24. prosince 2015 byl Svatým synodem zvolen biskupem anadyrským a čukotským.
Dne 25. prosince 2015 byl metropolitou petrohradským a ladožským Varsonofijem (Sudakovem).
Dne 26. prosince byl v chrámu Krista Spasitele oficiálně jmenován biskupem a 3. ledna 2016 proběhla v chrámu Zesnutí přesvaté Bohorodice v Moskvě jeho biskupská chirotonie. Světiteli byli patriarcha moskevský Kirill, metropolita istrinský Arsenij (Jepifanov), biskup petropavlovský a kamčatský Artemij (Singur), biskup salechardský a novo-urengojský Nikolaj (Čašin), biskup voskresenský Savva (Michejev), biskup iskitimský a čerepanovský Luka (Volčkov) a biskup šujský a tějkovský Nikon (Fomin).
Dne 20. září 2016 byl ustanoven představeným chrámu Ikony Matky Boží "Znamení" v Kuncevě (Moskva).
Dne 4. prosince 2017 byl povýšen na arcibiskupa.
Dne 14. července 2018 byl Svatým synodem ustanoven arcibiskupem jegorjevským a vikářem Patriarchy moskevského a celé Rusi.
Dne 27. července 2018 mu byla svěřena správa nad Severovýchodním a Západním vikariátem moskevské eparchie. Stejného dne byl osvobozen od funkce představeného chrámu Znamení a byl ustanoven představeným chrámu Životodárné Trojice v Sviblově (Moskva).
Dne 11. června 2019 byl osvobozen z funkce správce Západního vikariátu a 16. července mu byla svěřena správa nad Jihovýchodním vikariátem.
Dne 1. května 2020 byl ustanoven představeným chrámů patriarchálního podvorje Pěrervinského monastýru v Moskvě.
Dne 10. dubna 2024 byl převeden do funkce arcibiskupa pečerského a vikáře pskovské eparchie. Tuto funkci vykonával do 25. července kdy byl ustanoven biskupem pskovským a porchovským, hlavou pskovské metropole. Dne 1. srpna 2024 byl povýšen na metropolitu.

## Řády a vyznamenání

### Církevní vyznamenání
- 2014 – Medaile metropolity Nestora (Anisimova) III. stupně (Eparchie petropavlovská)
- 2015 – Patriarchální diplom
- 2021 – Medaile svatého mučedníka Nikodima Bělgorodského (Eparchie bělgorodská)